# 阿拉伯联合航空749号班机空难
1966年3月18日，阿拉伯联合航空749号航班从塞浦路斯共和国尼科西亚国际机场飞往埃及开罗国际机场，在准备降落时撞地坠毁；机上包括机组成员和乘客共30名人员全部身亡。

## 事故
1966年3月18日，阿拉伯联合航空749号航班从塞浦路斯共和国尼科西亚国际机场起飞后遭遇了恶劣天气。由于目的地埃及开罗国际机场当时正有沙尘暴，机组成员立即联络地面询问紧急迫降事项，并报告飞机正在结冰天气条件下穿越雷暴区域。此外，机组成员还报告了机舱内两个高度计读数有异，指南针无法正常运作，以及驾驶舱一面窗户因雷暴天气出现了裂痕。与地面协定迫降事宜后，飞机继续驶向开罗国际机场，但在尝试降落在23号跑道上的时候撞地坠毁于跑道5公里外；机上包括也门农业部长阿里·穆罕默德·阿卜杜在内共30名人员全部身亡。同时，当地恶劣的沙尘暴天气阻碍了救援的进行；当时能见度近乎为零，且救援车队碍于流沙难以行进。

## 调查
事故调查人员认为，事发的原因在于飞机在最后进场时没有保持在安全飞行高度以上，导致其机翼撞向了目的地机场东北方向上的沙丘，最后飞机失控坠毁。